# Jens Christian Hostrup

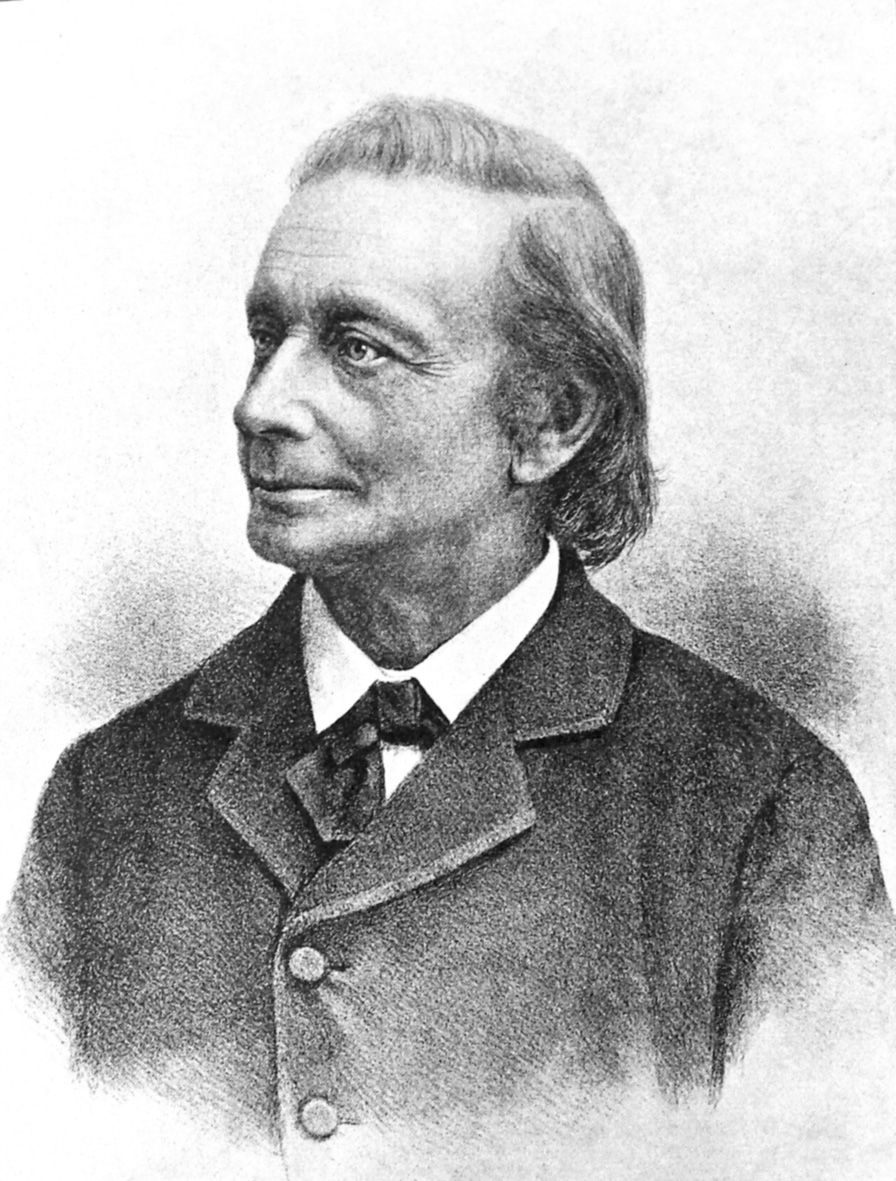
Jens Christian Hostrup

Jens Christian Hostrup född 20 maj 1818 i Köpenhamn, död 21 november 1892 i Frederiksberg, var en dansk författare.

## Biografi
- 1830 Fadern dog.
- 1837 Studerande.
- 1841–-1844 Bosatt på kollegiet Regensen (Collegium Domus Regiae)]. Han fick många kontakter, vänner och influenser, vilket gav honom litterära impulser, bland annat från Oehlenschläger. Hostrup blev påverkad i teologisk riktning av professorn och senare biskopen Hans Lassen Martensens filosofiska föreläsningar i Hegels anda.
- 1843 Hostrup tog Teologie kandidat-examen.
- 1844 Dramatiskt genombrott med Gjenboerne. Utgav flera dramatiske verk, där studentkomedierna idag är mest kända, samt lyrik och minnesteckningar.

Hostrups pjäser blev snabbt populära trots Johan Ludvig Heibergs motstånd och antogs vid Det Kongelige Teater, där de blev flitigt spelade.
Den svenske tonsättaren Albert Rubenson gjorde operett över en av Hostrups pjäser, En Nat mellem Fjeldene (1852, svensk titel En natt bland fjällen).
Åren 1872, 1884 och 1893 utkom hans tre diktsamlingar. Hans Erindringer utgavs i 2 band 1891–1893 och Breve fra og til Christian Hostrup 1897.